# Astronomy & Astrophysics
Astronomy & Astrophysics (Thiên văn học & Vật lý thiên văn) là một tạp chí khoa học được bình duyệt bao gồm lý thuyết, quan sát và thiên văn học và vật lý thiên văn. Đây là một trong những tạp chí hàng đầu về thiên văn học trên thế giới. Tạp chí được EDP khoa học xuất bản trong 16 số mỗi năm. Tổng biên tập là Thierry Forveille (Observatoire des Science de l'Univers de Grenoble). Tổng biên tập trước đây bao gồm Claude Bertout, James Lequeux, Michael Grewing, Catherine Cesarsky và George Contopoulos.

## Lịch sử
Astronomy & Astrophysics được hình thành vào năm 1969 bằng cách sáp nhập một số tạp chí quốc gia của từng quốc gia Châu Âu để trở thành một ấn phẩm toàn diện. Các tạp chí này, với ISSN và ngày xuất bản đầu tiên của họ bao gồm:
- Annales YAMstrophysique ISSN 0365-0499 (Pháp), thành lập năm 1938
- Arkiv for Astronomi ISSN 0004-2048 (Thụy Điển), được thành lập năm 1948
- Bản tin của Viện thiên văn học Hà Lan ISSN 0365-8910 (Hà Lan), được thành lập năm 1921
- Bản tin thiên văn học ISSN 0245-9787 (Pháp), thành lập năm 1884
- Tạp chí des Observateurs ISSN 0368-3389 (Pháp), thành lập năm 1915
- Zeitschrift für Astrophysik ISSN 0372-8331 (Đức), được thành lập năm 1930

Việc xuất bản Astronomy & Astrophysics được tiếp tục mở rộng vào năm 1992 bằng việc kết hợp Bản tin của Viện Thiên văn Tiệp Khắc, được thành lập năm 1947. Astronomy & Astrophysics ban đầu xuất bản các bài báo bằng tiếng Anh, tiếng Pháp hoặc tiếng Đức, nhưng các bài viết bằng tiếng Pháp và tiếng Đức luôn luôn ít. Cuối cùng chúng đã được thông báo rằng sẽ ngừng xuất bản, một phần do những khó khăn trong việc tìm kiếm các trọng tài độc lập chuyên môn đầy đủ, những người cũng thông thạo các ngôn ngữ đó.

## Các nước bảo trợ
Các quốc gia tài trợ ban đầu là bốn quốc gia có tạp chí hợp nhất để hình thành Astronomy & Astrophysics (Pháp, Đức, Hà Lan và Thụy Điển), cùng với Bỉ, Đan Mạch, Phần Lan và Na Uy. Đài thiên văn Nam Âu cũng tham gia như một "quốc gia thành viên". Na Uy sau đó đã rút, nhưng Áo, Hy Lạp, Ý, Tây Ban Nha và Thụy Sĩ đều tham gia. Cộng hòa Séc, Estonia, Hungary, Ba Lan và Slovakia đều tham gia với tư cách là thành viên mới trong thập niên 1990. Năm 2001, dòng chữ "Một tạp chí châu Âu" đã bị xóa khỏi trang bìa để nhận ra thực tế rằng tạp chí ngày càng có phạm vi toàn cầu, và năm 2002, Argentina đã được thừa nhận là một "quan sát viên". Năm 2004, Hội đồng quản trị đã quyết định rằng tạp chí "sẽ xem xét các đơn xin tài trợ thành viên từ bất kỳ quốc gia nào trên thế giới để thực hiện nghiên cứu thiên văn học một cách tích cực và xuất sắc". Argentina đã trở thành quốc gia ngoài châu Âu đầu tiên được tư cách là thành viên chính thức vào năm 2005. Brazil, Chile và Bồ Đào Nha đều đạt được vị trí "quan sát viên" tại thời điểm này và từ đó đã phát triển thành thành viên chính thức.

## Trừu tượng hóa và lập chỉ mục
Tạp chí này được liệt kê trong các cơ sở dữ liệu sau:
- Astrophysics Data System
- Chemical Abstracts Service - CASSI
- SIMBAD[7]
- Compendex
- Computer & Control Abstracts
- Electrical & Electronics Abstracts
- Inspec
- Physics Abstracts
- Nuclear Science Abstracts
- Science Citation Index
- Current Contents/Physical, Chemical & Earth Sciences
- INIST
- PaperChem
- Physics Abstracts
- Zentralblatt MATH

## Mở truy cập
Tất cả các lá thư gửi cho biên tập viên và tất cả các bài báo được xuất bản trong các phần trực tuyến của tạp chí đều được truy cập mở khi xuất bản. Các bài viết trong các phần khác của tạp chí được cung cấp miễn phí 12 tháng sau khi xuất bản (mô hình truy cập mở bị trì hoãn), thông qua trang web của nhà xuất bản và thông qua Hệ thống dữ liệu vật lý thiên văn. Các tác giả có tùy chọn trả tiền cho truy cập mở ngay lập tức.